# Kikényszerített engedelmesség
A kikényszerített engedelmesség kísérletet Leon Festinger és James M. Carlsmith végezte 1959-ben a Stanford Egyetemen. A kísérlet célja a kognitív disszonanciaelmélet példázása volt. A kísérleti személyek egyik csoportját nagy összegű pénzjutalom ellenében késztették hazugságra, másik csoportját viszont igen csekély összeg ellenében vették rá erre. Az utóbbi esetben azt tapasztalták, hogy a kísérleti személyek önmagukban átértékelték az élményt.

## A kísérlet menete
A kísérletben 71 egyetemista vett részt, akik a Stanford Egyetem bevezető pszichológiai szemeszterét vették fel. A hallgatók önkéntesen, egy kurzus keretében vettek részt a kísérleten. A kísérletet  „Teljesítménymérési kísérlet” néven hirdették meg.
Amikor a kísérletben való részvétel követelményeit ismertették az első órán, egyúttal elmondták a diákoknak, hogy a pszichológia tanszék  éppen min dolgozik. A tanár elmondta, hogy a tanszék most egy olyan vizsgálatba kezdett, amelynek célja a kísérletek kiértékelése, hogy a jövőben tökéleteseben lehessen kísérletezni. Azt is elmondta, hogy a kísérletet követően a k.sz.-ek egy részével el fognak beszélgetni. Mindenkit arra kértek, hogy ezekben az interjúkban őszinte és becsületes válaszadással működjenek közre. E kérés jelentőségére a következőkben fény fog derülni. Ezáltal a kísérleti személyek véleményeit oly módon vizsgálhatták, amelynek nem volt közvetlen vonatkozása magával a kísérlettel és észszerű alapon teljesen őszinte és becsületes véleménynyilvánításra számíthattak. 
Amikor a kísérleti személy megérkezett a „Teljesítménymérési kísérletre” , a kísérletvezető megmutatta a k.sz.-nek az első feladatot, mely abból állt, hogy 12 orsót kellett levenni egy tálcáról, majd a tálca kiürítése után az orsókat vissza kellett tenni a tálcára, és így tovább oda-vissza. Csak az egyik kezét használhatta, és a saját munkaüteme szerint dolgozhatott. Ezt a feladatot végezte a k.sz. fél órán át. Utána a k.v. eltette a tálcát és az orsókat, és egy táblát állított a k.sz. elé, melyben 48 négyzet alakú rajzszög volt. A k.sz. feladata az volt, hogy minden egyes szöget az óramutató járásával megegyezően fordítson el egy negyed fordulattal, majd ismét egy negyed fordulattal és így tovább. Megint azt mondták neki, hogy csak az egyik kezét használhatja, és a saját munkaüteme szerint dolgozzon. A k.sz. ezen a feladaton is fél órán át ügyködött. 
Amíg a k.sz. ezen a két feladaton dolgozott, a k.v. egy stopperrel a kezében mellette ült, és buzgón jegyzetelt mindenfélét egy papírlapra. Ezt azért csinálta, hogy hihetőnek tűnjön, hogy a k.v. számára a feladatvégzés az érdekes, és a kísérlet lényege az, hogy miként dolgozik a k.sz. a feladatokon. Ezt az órát, melyet a k.sz. egyhangú, ismétlődő feladatokkal töltött, valójában csak arra szánták, hogy minden egyes k.sz. egyforma negatív tapasztalatokat szerezzen.  A k.sz. ezen a ponton azt hitte, hogy vége a kísérletnek, azonban a kísérlet lényegi része még csak most kezdődött. Ezen a ponton arra kérték a kísérleti személyt, hogy a kint várakozó kísérleti személynek mondja a következőket a kísérletről: „Nagyon élvezetes volt, jól szórakoztam, vicces, érdekes, izgalmas, érdekfeszítő volt.”
Idáig minden kísérleti feltétel mellett azonos volt az eljárás az összes kísérleti személy számára. Ezek után azonban 3 csoportra osztották a résztvevőket, három feltételt alkalmaztak: kontrollfeltételt, egydolláros feltételt, húszdolláros feltételt. Az egydolláros feltételben 1 dollárt ajánlottak fel a k.sz-nek azért, hogy azt mondja a következő k.sz-nek, hogy izgalmas volt a kísérlet. A húszdolláros feltételben értelemszerűen 20 dollárt. 
Miután  a k.sz. találkozott a „következő kísérleti személlyel” az eljárás mind a három kísérleti feltételben megint azonos volt. A kísérleti személyekkel felvettek egy interjút. A kérdezés során négy kérdés hangzott el, melyre válaszukat egy 11 fokú skálán kellett megadniuk. A kísérlet tényleges végeztével természetesen minden kísérleti személy részletes tájékoztatásban részesült a kísérlet valódi céljáról.

## Eredmények
Minden összehasonlítás esetében a kontrollfeltételt kell alapként felhasználni, melyhez viszonyíthatjuk a másik két feltételben kapott eredményeket. A kontroll jelentősége abban áll, hogy ezekben a személyekben nem keltettünk fel disszonanciát. 
A táblázat első sora mutatja azokat az eredményeket, melyek a kísérlet szempontjából a legfontosabbak. Az eredmények ugyanis közvetlenül összefüggnek a kísérleti úton felidézett disszonanciával. 
A feladatokat szándékosan úgy alakították ki, hogy a lehető legegyhangúbbak és legunalmasabbak legyenek. És valóban a kontrollfeltételben az átlagos értékelés -0,45, tehát a k.sz-ek valóban unalmasnak érezték a feladatot. 
A másik két feltételben a k.sz.-eknek azt kellett mondaniuk, hogy a feladatok érdekesek és élvezetesek voltak. Az ennek eredményeként keletkező disszonancia természetesen legkönnyebben oly módon volt redukálható, hogy a k.sz.-ek meggyőzték magukat, hogy a feladatok valóban érdekesek és élvezetesek voltak. Az egydolláros feltételben a disszonancia nagysága magas volt, következésképpen a disszonancia redukciójára irányuló késztetés erős volt. 
A húszdolláros feltételben kisebb mérvű disszonancia keletkezett, mivel a kísérleti személyek könnyebben meg tudták magyarázni maguknak, hogy miért hazudtak (kaptam érte 20 dollárt).
Röviden, amikor a k.sz-ek jutalmat kaptak azért, hogy saját véleményükkel ellenkező dolgot mondjanak, akkor véleménye a nyíltan mondott vélemény felé változott. Minél nagyobb jutalmat kaptak, annál kisebb volt ez a hatás.

## A kísérlet elméleti háttere
A kognitív disszonancia elméletet Leon Festinger publikálta 1957-ben megjelent könyvében. Az elmélet alapgondolata, hogy amikor valamilyen új ismeret vagy tapasztalat ellentmond a korábbi elképzeléseknek vagy ismereteknek, akkor disszonanciát, belső feszültséget élünk át. Ez a disszonancia szorongáskeltő állapot, melyet csökkenteni igyekszünk.
Tehát, amikor a kísérleti személyeket arra kérték, hogy hazudják azt az unalmas kísérletről, hogy érdekes volt, kognitív disszonanciát éltek át. Azok, akik húsz dollárt kaptak kisebb disszonanciát éreztek, hiszen nekik volt mivel megmagyarázniuk saját maguk számára, hogy miért hazudtak. Azoknak azonban, akik csak egy dollárt kaptak, nem volt elegendő magyarázatuk, hiszen ez már akkor is csekély pénzmennyiségnek számított. Ezért ők azzal csökkentették a disszonanciájukat, hogy attitűdjüket igazították hozzá: később azt nyilatkozták, hogy valójában nem is volt annyira unalmas a kísérlet.